# Ellinor Wohlfeil
Ellinor Wohlfeil, geb. Landauer (* 8. April 1925 in Braunschweig; † 14. April 2022 in Erkrath-Unterbach) war eine deutsche Schriftstellerin, die als Kind einer Christin und eines getauften Juden (nach NS-Ideologie und -Terminologie also aus einer sogenannten „privilegierten Mischehe“ stammend) in Kindheit und Jugend durch ihre Erlebnisse während der Zeit des Nationalsozialismus geprägt wurde. Diese Erfahrungen beschrieb sie in romanhafter Form.

## Leben
Ellinor Wohlfeil wurde als einzige Tochter von Gertrud Landauer, geb. Fricke (* 23. Juni 1895 in Braunschweig; † 19. Juni 1975 in Bad Neuenahr), Tochter von Robert Fricke, dem Rektor der Technischen Hochschule Braunschweig geboren. Ihr Vater war der Kaufmann Kurt Landauer (* 2. April 1885 in Braunschweig; † 16. März 1943 durch Suizid in Braunschweig), Sohn des Chemikers und Kaufmanns John Landauer. Sie hatte die beiden Brüder Rolfpeter (1922–1925) und Gerd (* 10. Oktober 1926; † 22. Dezember 2020).
1932 zog die Familie nach Bad Harzburg, wo sie zunächst die Grundschule und dann die Mittelschule besuchte. Ihre Kindheit und Jugend waren von der Verfolgung durch die Nationalsozialisten geprägt. Ellinor Landauer wollte ursprünglich Schauspielerin werden, was ihr jedoch wegen der „Mischehe“ ihrer Eltern und die damit vom Regime begründete „jüdische Abstammung“ verwehrt wurde. Sie zog deshalb 1941 nach Berlin, wo einer ihrer Onkel wohnte und machte an einer privaten Lehranstalt eine Ausbildung zur chemisch-technischen Assistentin. Bis 1945 arbeitete sie in der Rüstungsindustrie. In den Wirren am Ende des Krieges schlug sie sich in den Westen durch. Um über die Grenze zwischen der sowjetisch besetzten Zone und dem Gebiet der Alliierten zu kommen, durchschwamm sie die Elbe.
In den folgenden Jahren nahm sie neben ihrer Berufstätigkeit Schauspielunterricht und bestand 1951 die Bühnenreifeprüfung am Düsseldorfer Schauspielhaus. Ihre Versuche, ein Engagement zu finden, schlugen jedoch fehl. 1952 heiratete sie Klaus Wohlfeil. Das Paar bekam zwei Söhne. 1965 begann Ellinor Wohlfeil ein Pädagogikstudium und war anschließend bis 1985 in Düsseldorf als Grundschullehrerin tätig. Nach ihrer Pensionierung begann sie zu schreiben. Zwei Erzählungen und zwei Romane von ihr wurden veröffentlicht, außerdem beteiligte sie sich mit Kurztexten und Gedichten an verschiedenen Anthologien.

### Schriftstellerin
Ellinor Wohlfeil setzte sich in ihren Werken mit den langfristigen Folgen traumatischer Erlebnisse auseinander. Nach ihrer Auffassung können Kinder, die unter Bedrohung, Diskriminierung und Ausgrenzung aufwachsen, ein beeinträchtigtes Selbstwertgefühl entwickeln. Sie schilderte, wie gesellschaftliche Ablehnung und Unsicherheit das Verhalten und die Persönlichkeitsentwicklung junger Menschen prägen könnten. Ausgrenzungserfahrungen, so Wohlfeil, hinterließen oft tiefe Spuren und könnten zu psychischen Belastungen wie Depressionen führen.
Wohlfeil verarbeitete in ihren Texten auch eigene Erfahrungen als Tochter eines jüdischen Vaters. Sie wies zudem darauf hin, dass Diskriminierung aus religiösen, ethnischen oder nationalen Gründen bis in die Gegenwart reiche. Ihr Ziel war es, für diese Problematiken zu sensibilisieren.
Sie war Mitglied im Freien Deutschen Autorenverband (FDA) und im Freundeskreis Düsseldorfer Buch.

## Auszeichnungen
Im November 2007 erhielt Ellinor Wohlfeil den Literaturpreis des Freundeskreises Düsseldorfer Buch e.V. für ihr literarisches Gesamtwerk.

## Werk
- „Ich bleibe solo“, 2014, Verlag 3.0, Bedburg, ISBN 978-3-944343-45-7.
- „Im Zwielicht der Zeit“, Neuedition 2013, Verlag 3.0, Bedburg, ISBN 978-3-944343-10-5.
- „Im Bann der Vergangenheit“, Neuedition 2013, Verlag 3.0, Bedburg, ISBN 978-3-944343-49-5.
- „Kein menschlicher Makel - weder gestern noch heute“, 2013, Verlag 3.0, Bedburg, ISBN 978-3-944343-44-0.
- Kurzprosa und Gedichte in verschiedenen Anthologien